# Feea osmundoides
Feea osmundoides là một loài thực vật có mạch trong họ Hymenophyllaceae. Loài này được (DC. ex Poir.) Copel. miêu tả khoa học đầu tiên năm 1938.